# 野田国義
野田 国義（のだ くによし、1958年（昭和33年）6月3日 - ）は、日本の政治家。衆議院議員（1期）、参議院議員（2期）、福岡県八女市長（4期）を務めた。

## 来歴

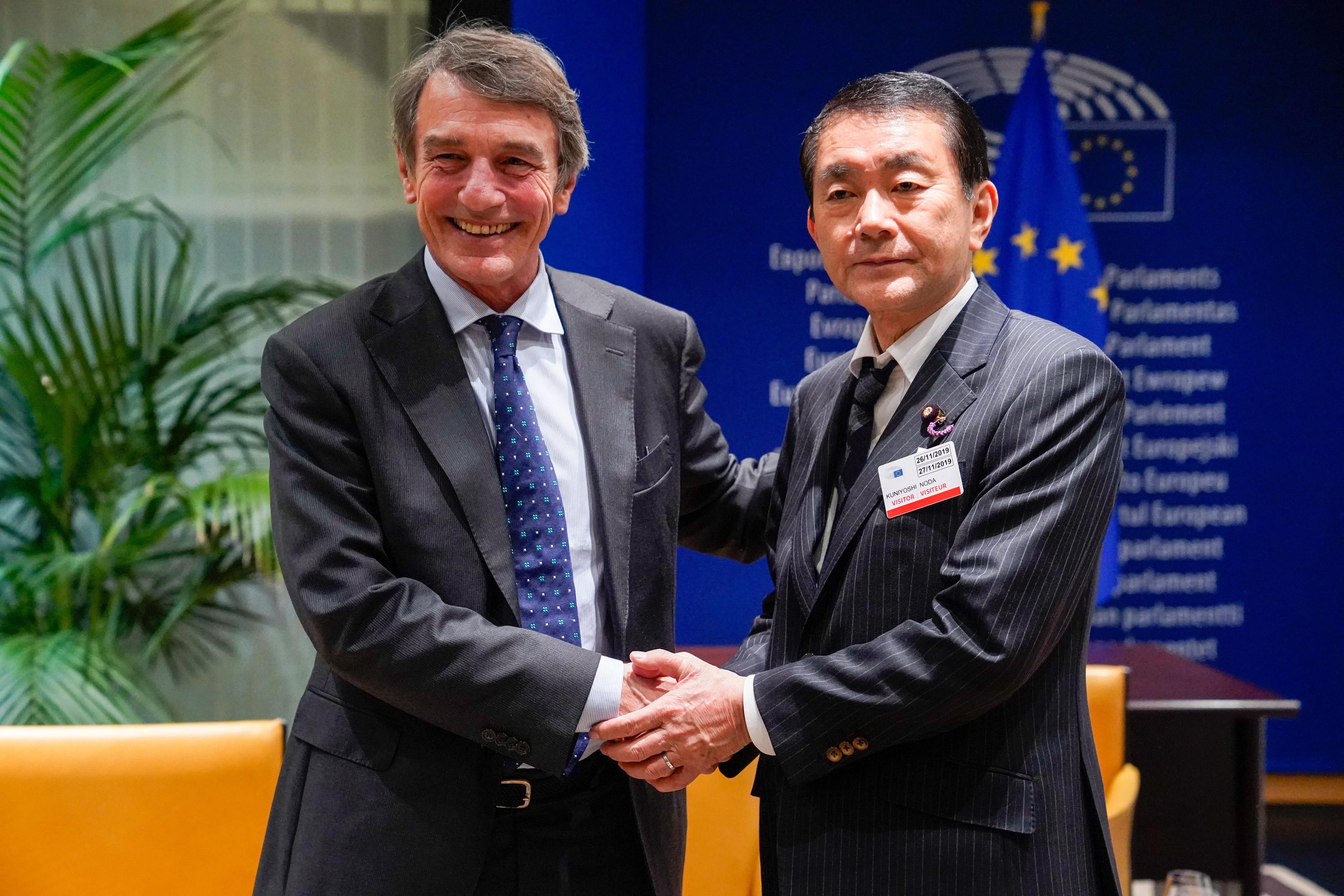
2019年、ダヴィド・サッソリと

福岡県八女郡立花町（現：八女市）の農家に生まれ、八女郡広川町で育つ。福岡県立福島高等学校、日本大学法学部政治経済学科卒業。大学時代には政治研究会を立ち上げた。大学卒業後は泰道三八事務所勤務を経て、自由民主党の古賀誠衆議院議員の秘書を務める。
1993年、34歳で八女市長選挙に無所属で出馬し、全国最年少で初当選。その後4期15年8か月にわたり市長を務めた。2005年の市長選では、かつて秘書を務めた古賀の主導により対立候補を立てられるも、4選。2008年9月、八女市長を辞職。
2009年、第45回衆議院議員総選挙に民主党公認で、かつて自身が仕えた古賀の選挙区である福岡7区から出馬。結果は古賀に敗れたが、重複立候補していた比例九州ブロックで復活し、当選した。2012年の第46回衆議院議員総選挙では、古賀から後継指名を受けて立候補した、古賀の元秘書である自民党新人の藤丸敏に福岡7区で敗れ、比例復活もならず落選した。
2013年7月、第23回参議院議員通常選挙に民主党公認で福岡県選挙区（定数2）から出馬し、得票数2位で当選。この選挙において、九州地方で唯一当選した民主党の候補者であった。
2017年10月27日、民進党代表の前原誠司が、同月の衆院選で党を分裂させる形で戦う原因をつくったことについて陳謝し、引責辞任を正式に表明。前原の辞任に伴う代表選挙（10月31日実施）では大塚耕平の推薦人に名を連ねた。
2018年5月に民進党と希望の党が合流する形で結成された国民民主党には参加せず、無所属で活動する意向を表明し直前に民進党を離党した。10月17日、立憲民主党の院内会派である「立憲民主党・民友会」に入会し、12月25日に正式に入党した。
2019年7月、第25回参議院議員通常選挙に立憲民主党公認で福岡県選挙区（定数3）から立候補し、再選。
2020年9月15日、旧立憲民主党と旧国民民主党は、2つの無所属グループを加えた形で新「立憲民主党」を結成。野田も新党に参加。
2021年10月31日の第49回衆議院議員総選挙で立憲民主党は議席を「109」から「96」に減らし、11月2日、枝野幸男代表は引責辞任を表明。枝野の辞任に伴う代表選挙（11月30日実施）では小川淳也の選対本部長を務め、かつ推薦人に名を連ねた。
2022年9月13日、立憲民主党は、両院議員総会を開き、泉健太代表から「次の内閣」の発表があり、承認される。野田はネクスト総務大臣（地方創生・倫理選挙）に就任。
2024年11月19日、翌年7月の第27回参議院議員通常選挙の福岡県選挙区選挙区公認候補として擁立することが立憲民主党から発表された。投開票の結果、2位で当選した参政党の新人中田優子や4位で落選した国民民主党の新人の存在もあり、定数3人に対し5位で落選した。

## 政策・主張

### 集団的自衛権行使是認反対
2014年4月21日、元行政刷新担当大臣の蓮舫や社会民主党党首の吉田忠智と連名で、第2次安倍内閣が目指す憲法解釈変更による集団的自衛権の行使是認を支持しないようアメリカ大統領のバラク・オバマに求める文書を在日米大使館に提出した。
文書に賛同した19人は衆議院議員では民主党の篠原孝、生方幸夫 ・社民党の吉川元 、参議院議員では民主党の蓮舫、小川敏夫、藤田幸久、相原久美子、有田芳生、石橋通宏、小西洋之、難波奨二、野田国義、大島九州男 、田城郁、徳永エリ、森本真治・社民党の吉田忠智、福島瑞穂、又市征治だった。先に訪米し民主党は行使容認に前向きとの認識を示していた元防衛副大臣の長島昭久は、Twitterで「属国でもあるまいし、嘆かわしい」と批判した。

### その他
- 自身の重視する政治姿勢として、「助け合いの社会」「暮らしに密着した産業」「生活者・納税者・消費者・働く者のための政治」「子供への投資」「安全なエネルギー」などを挙げる[15]。
- 選択的夫婦別姓制度導入について、「結婚したら夫婦同姓か夫婦別姓を自由に選べるようにすべき」としている[16]。

## 発言
- 2014年10月7日の参議院予算委員会における小川敏夫参議院議員（民主党）の審議中、山谷えり子国家公安委員会委員長に対する民主党席から発せられたヤジがセクハラにあたるとして自民党側から抗議を受け、10月8日、野田はヤジが自分の発言であったことを認めた。小川は在日特権を許さない市民の会関係者の男性ら7人が5年前、山谷が宿泊していたホテルを訪問したことを追及しており、野田は「宿泊先まで知っているっていうのは、懇ろ（ねんごろ）の関係じゃねえか」などのヤジを飛ばしていたが、これについて「（在日特権を許さない市民の会と）親しいのではないかという意図で発言した。全く違った解釈をされている」と釈明した[17][18][19]。10月10日、野田は国会内で山谷に面会を申し入れ、「誤解を招く発言があり、申し訳ありませんでした」と謝罪した[20]。

## 所属団体・役職
- 下関北九州道路整備促進期成同盟会（顧問）[21]

## 選挙歴
| 当落 | 選挙                     | 執行日         | 年齢 | 選挙区       | 政党         | 得票数     | 得票率 | 定数 | 得票順位 /候補者数 | 政党内比例順位 /政党当選者数 |
| ---- | ------------------------ | -------------- | ---- | ------------ | ------------ | ---------- | ------ | ---- | ------------------ | ---------------------------- |
| 当   | 1993年八女市長選挙       | 1993年         | 34   | ーー         | 無所属       | ーー票     | ーー   | 1    | 1/                 | /                            |
| 当   | 1997年八女市長選挙       | 1997年         | 38   | ーー         | 無所属       | ーー票     | ーー   | 1    | 1/                 | /                            |
| 当   | 2001年八女市長選挙       | 2001年         | 42   | ーー         | 無所属       | ーー票     | ーー   | 1    | 1/                 | /                            |
| 当   | 2005年八女市長選挙       | 2005年         | 46   | ーー         | 無所属       | ーー票     | ーー   | 1    | 1/                 | /                            |
| 比当 | 第45回衆議院議員総選挙   | 2009年08月30日 | 51   | 福岡県第7区  | 民主党       | 10万4728票 | 44.97% | 1    | 2/2                | 4/9                          |
| 落   | 第46回衆議院議員総選挙   | 2012年12月16日 | 54   | 福岡県第7区  | 民主党       | 5万3647票  | 29.90% | 1    | 2/4                | 11/3                         |
| 当   | 第23回参議院議員通常選挙 | 2013年07月21日 | 55   | 福岡県選挙区 | 民主党       | 34万8250票 | 17.90% | 2    | 2/6                | /                            |
| 当   | 第25回参議院議員通常選挙 | 2019年07月21日 | 61   | 福岡県選挙区 | 旧立憲民主党 | 36万5634票 | 20.80% | 3    | 3/9                | /                            |
| 落   | 第27回参議院議員通常選挙 | 2025年07月20日 | 67   | 福岡県選挙区 | 立憲民主党   | 30万3624票 | 13.25% | 3    | 5/13               | /                            |